# 手創館

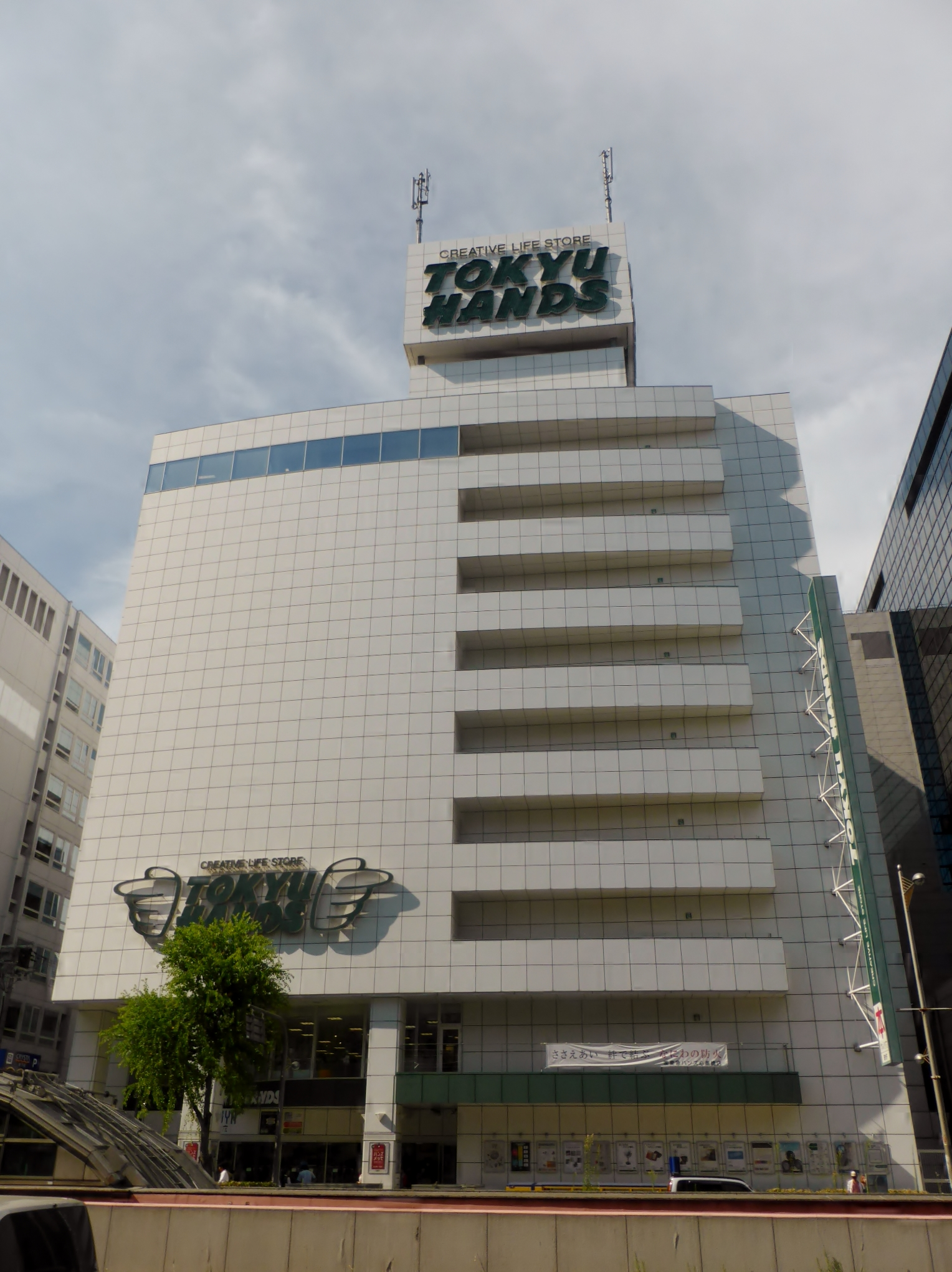
東急手創館心齋橋店

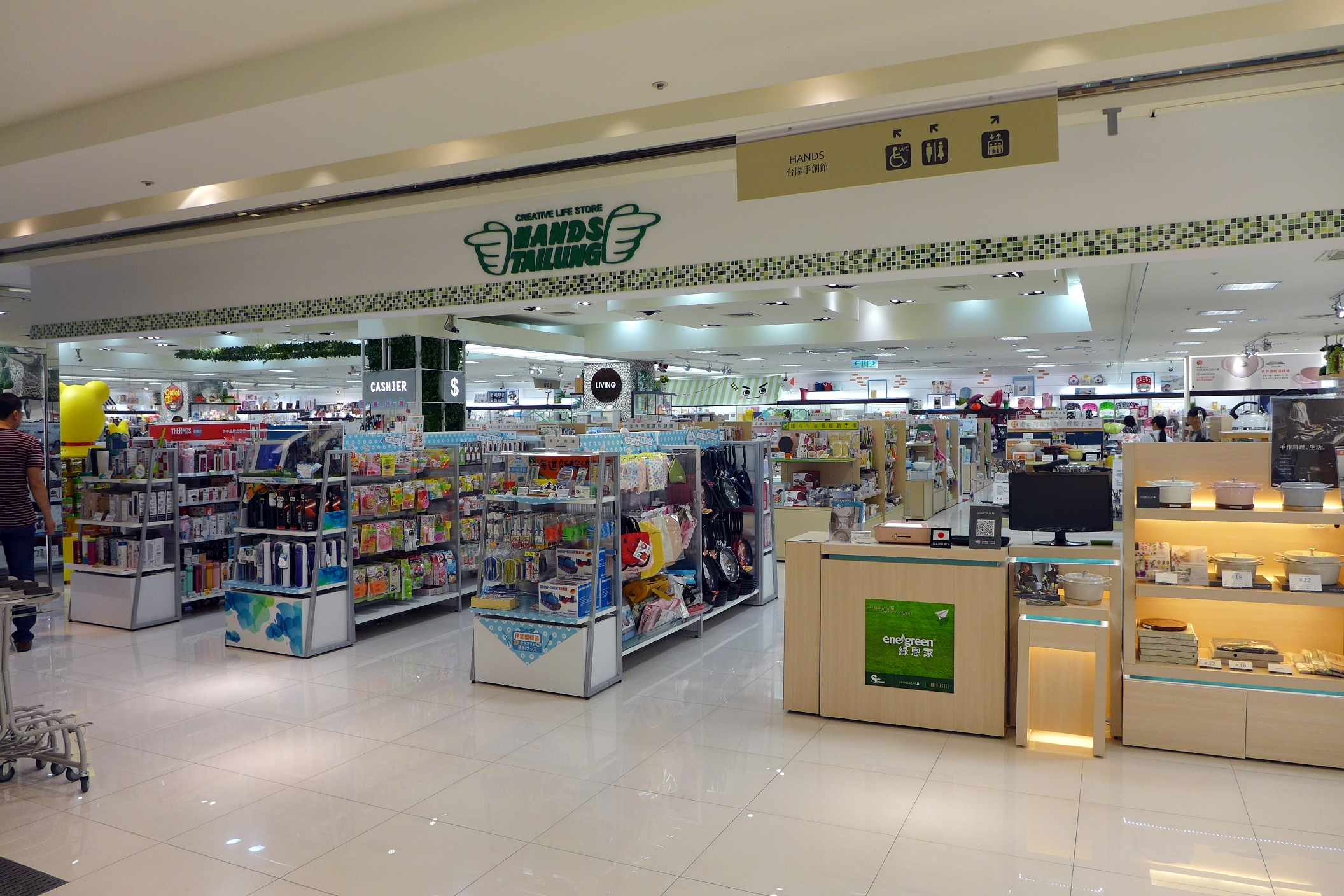
東急手創館台北微風廣場店

手創館（日语： Hanzu）是日本一專門售賣家與DIY用品的連鎖居家生活百貨公司（Home Center），於1976年創辦。主要售賣貨品包括家庭用品、家具、手工藝產品、五金用品、電器、燈飾、玩具、文具、派對用品、行李、露營用品、單車、寵物用品等。分店為多層式，通常開設在市區。公司總部位於新宿區。
該公司舊名東急手創館（東急ハンズ），在2022年3月之前是東急集團的一員。2022年10月之後，該公司被流通業者百宜希亞（Beisia）收購，因此刪去了公司名中的「東急」，並自同年10月26日開始將品牌名稱由「東急手創館」改為「手創館」。
除了日本本土外，手創館授權台灣本土企業臺隆工業在台灣開設一系列海外分店，命名為台隆手創館。

## 店面分佈
最新分布請參閱官方網站 （页面存档备份，存于）。

| 日本 - 關東 - 銀座店 - 北千住店 - 豐洲店 - 澀谷店 - 新宿店 - 町田店 - 川崎店 - 橫濱店 - 橫濱店 - 船橋店 - 柏店 - 大宮店 | - 北海道、東北 - 札幌店 - 仙台店 - 中部 - 名古屋店 - ANNEX店 - 關西、九州 - 梅田店 - 心齋橋店 - 店 - 江坂店 - 三宮店 - 廣島店 - 博多店 |

中国
- 上海店

### 已結業分店
- atre大井町（東京都品川區）：臨時店，營業期為2002年2月23日－2003年2月16日。
- 二子玉川店（東京都世田谷區）：自2006年休業後未有復業。
- 藤澤店（神奈川縣藤澤市）：1978年11月開店，是東急手創館第1號店。已於2006年12月31日結業(Japanese)。

## 外部連結
- 手創館官方網站 （页面存档备份，存于） （日語）
- 手創館的Facebook專頁